# (4708) Polydoros
(4708) Polydoros ist ein Asteroid aus der Gruppe der Jupiter-Trojaner. Damit werden Asteroiden bezeichnet, die auf den Lagrange-Punkten auf der Bahn des Jupiter um die Sonne laufen. (4708) Polydoros wurde am 11. September 1988 von der US-amerikanischen Astronomin Carolyn Shoemaker entdeckt. Er ist dem Lagrangepunkt L5 zugeordnet. 
Benannt ist der Asteroid nach dem mythologischen trojanischen Prinzen Polydoros.